# 692 Hippodamia
692 Hippodamia este o planetă minoră (asteroid), cu un diametru de 42,771 km, din centura de asteroizi. A fost descoperită pe 5 noiembrie 1901 la Observatorul Königstuhl de Max Wolf și a fost numită după Hippodamia⁠(d). 
Obiectul prezintă o orbită caracterizată de o semiaxă mare de 3,3817072030652 UAi, o excentricitate de 0,16913431939655, o înclinație de 26,104 ° în raport cu ecliptica.